# Sir Roger de Coverley (a Christmas dance)
Sir Roger de Coverley (a Christmas dance) is een drietal composities van Frank Bridge. Roger de Coverley is een Engels/Schots volksdansje uit de 17e eeuw. In 1922 maakte Bridge er een versie van voor strijkkwartet (2 violen, 1 altviool, 1 cello). Al vrij vlot daarna volgde een versie voor orkest. In 1939 sloot Bridge zijn serie af met een versie voor strijkorkest.
Aangezien het verhaal dat bij deze dans hoort gaat over een vluchtende vos wordt het vlot gespeeld in het Allegro con spiritutempo. De afsluiting, die refereert aan de kerstdans bevat een citaat van Auld Lang Syne en gaat in een wat trager tempo: Tempo risoluto.
De eerste uitvoering van de orkestversie vond plaats in Queen’s Hall onder leiding van de componist op 21 oktober in het kader van de Promsconcerten.

## Discografie
- Uitgave Chandos: Delme String quartet; opname 1982
- Uitgave Naxos: Magginin Quartet
- Uitgave Chandos: BBC National Orchestra of Wales o.l.v. Richard Hickox, strijkorkestversie, een opname van 2002
- Uitgave Chandos: BBC National Orchestra of Wales o.l.v. Richard Hickox, strijkorkestversie, een opname van 2003
- Uitgave Lyrita: London Philharmonic o.l.v. Adrian Boult, opname 1974